# Козубаль, Антони
Анто́ни Козуба́ль (пол. Antoni Kozubal; 18 августа 2004, Кросно) — польский футболист, полузащитник клуба «Лех» и сборной Польши.

## Клубная карьера
Первые шаги в футболе Антони Козубаль делал в своём родном городе Кросно. В 2017 году он переехал в Познань, где присоединился к молодёжной команде местного клуба «Лех».
14 марта 2021 года Козубаль дебютировал в первой команде и в возрасте 16 лет 5 месяцев и 24 дня стал вторым самым молодым игроком в истории клуба. В дальнейшем для набора игровой практики футболист был отправлен в аренду. С января 2022 года до конца сезона футболист выступал в составе «Гурника» из Польковице в Первой лиге. Через год, зимой 2023 года, Козубаль отправился в аренду в клуб Второго дивизиона «Катовице».

## Карьера в сборной
Антони Козубаль выступал за юношеские сборные Польши разных возрастов.